# Chambon-sur-Cisse
Chambon-sur-Cisse ist eine Ortschaft und eine Commune déléguée in der französischen Gemeinde Valencisse mit 680 Einwohnern (Stand: 1. Januar 2022) im Département Loir-et-Cher in der Region Centre-Val de Loire.
Die Gemeinde Chambon-sur-Cisse wurde am 1. Januar 2017 nach Valencisse eingemeindet.

## Geographie
Chambon-sur-Cisse liegt etwa neun Kilometer westlich des Stadtzentrums von Blois am Cisse.

## Bevölkerungsentwicklung
| Jahr                       | 1962 | 1968 | 1975 | 1982 | 1990 | 1999 | 2006 | 2017 |
| Einwohner                  | 441  | 441  | 521  | 731  | 782  | 742  | 708  | 659  |
| Quellen: Cassini und INSEE |      |      |      |      |      |      |      |      |

## Sehenswürdigkeiten

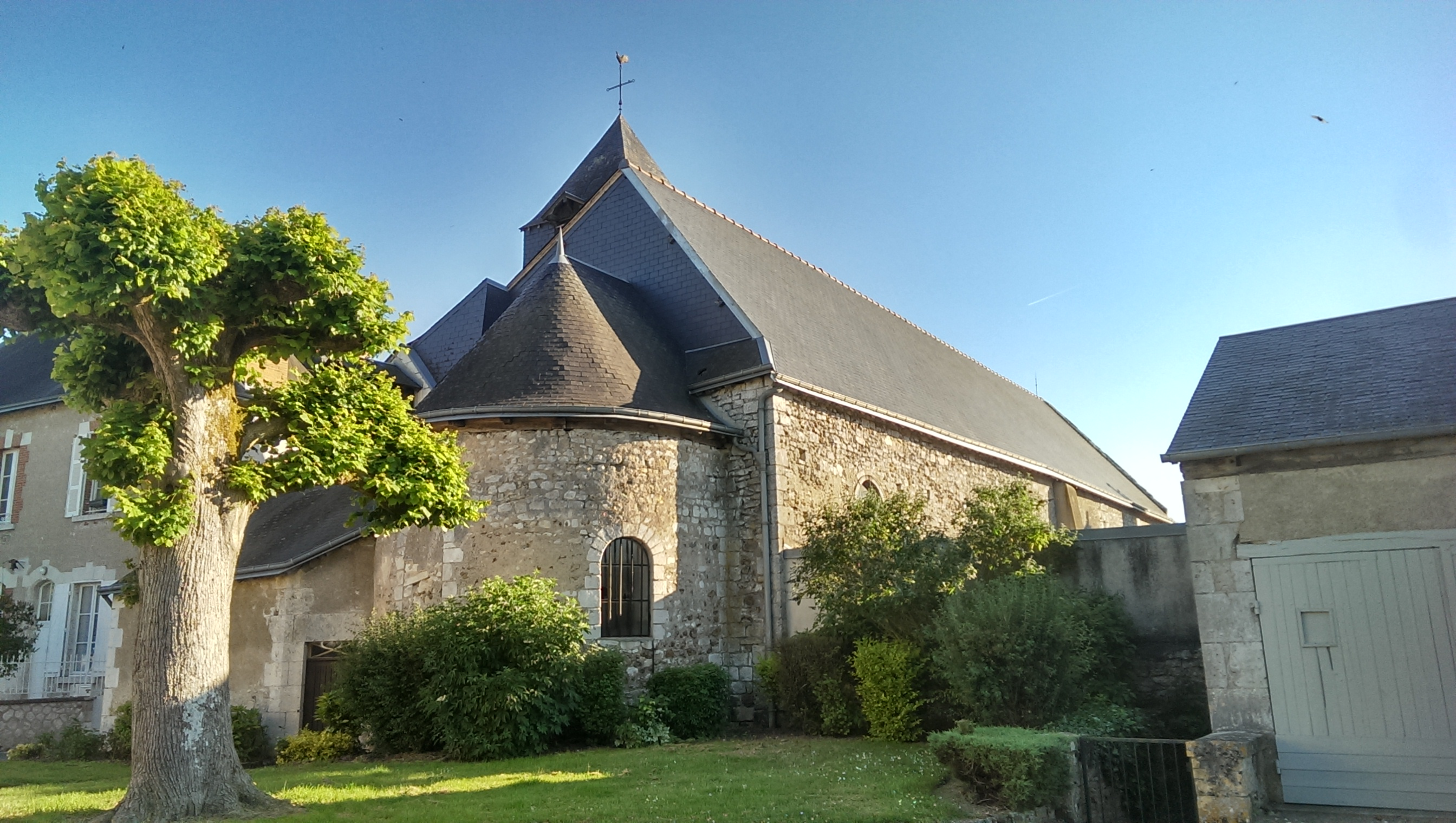
Kirche Saint-Julien

- Kirche Saint-Julien